# 郤克
郤克（？—前587年），郤氏，春秋时期晋国大夫。其父是中军将郤缺。前597年，郤缺死後，荀林父继任中军将，郤克任上军佐。不久，发生晋楚邲之战，晋国中军在荀林父、先縠的率领下大败于楚国，而上军在士会、郤克的率领下却小有胜利。荀林父死后，士会继任中军将，晋国开始复兴。晋景公、士会派遣任中军佐的郤克出使齐国。当时，出使齐国的还有鲁国的季孙行父、卫国的孙良夫、曹国的公子首。郤克略有瘸腿，季孙行父秃头，孙良夫独眼，公子首驼背。齐顷公为了讨笑母亲萧同叔子，让瘸腿接待郤克，秃头接待季孙行父，独眼接待孙良夫，驼背接待公子首，齐顷公母子俩和齐国宫人都哈哈大笑。郤克感到受到侮辱，愤然而去。不久，士会将正卿之位让给郤克。前589年，齐国入侵鲁国，郤克率军援救，在鞌地（今山东济南市历城区）交战，即齐晋鞌之战。晋军大胜，扭转了邲之战之后的危局。齐国求和，郤克提出要齐国以萧同叔子作为人质，使齐国境内的田陇全部东向。齐国使者国佐反驳说晋齐匹敌，齐君之母也是晋君之母，如果晋国有能力消灭齐国，齐国就都是晋国的了，又何必以萧同叔子为人质？在鲁国和卫国的劝说下，晋国没有坚持。
战后，晋景公扩充三军为六军，六军将佐为：中军将郤克、中军佐荀首；上军将荀庚、上军佐士燮；下军将栾书、下军佐赵同；新中军将韩厥、新中军佐赵括；新上军将巩朔、新上军佐韩穿；新下军将荀骓、新下军佐赵旃。郤克去世後，谥号献，又称郤献子，栾书继承正卿之位。其子郤錡与他的族弟郤犨、族侄郤至号称三郤。

## 故事
| 前任： 士会 | 春秋晉國正卿 前591年—前587年 | 繼任： 栾书 |